# Tupã
Tupã, ou Tupana (que na língua tupi significa trovão) é uma entidade da mitologia tupi-guarani. Após a chegada dos europeus, Tupã (ou Tupana) foi ressignificado pelos jesuítas e passou a designar o Deus cristão.

## Descrição
Os tupi-guarani rezam a Nhanderuvuçu e seu mensageiro Tupã. Tupã não era exatamente um deus, mas sim uma manifestação de um deus na forma do som do trovão. É importante destacar esta confusão feita pelos jesuítas. Nhanderu Ete, "o liberador da palavra original", segundo a tradição mbyá, que é um dialeto da língua guarani, do tronco linguístico tupi, seria algo mais próximo do que os catequizadores imaginavam.
Câmara Cascudo afirma que Tupã é um "trabalho de adaptação da catequese". Na verdade o conceito "Tupã" já existia: não como divindade, mas como conotativo para o som do trovão (Tu-pá, Tu-pã ou Tu-pana, golpe/baque estrondante), portanto, não passava de um efeito, cuja causa o índio desconhecia e, por isso mesmo, temia.[carece de fontes?] Osvaldo Orico é da opinião de que os indígenas tinham noção da existência de uma Força, de um Deus superior a todos. Assim ele diz: "A despeito da singela ideia religiosa que os caracterizava, tinha noção de Ente Supremo, cuja voz se fazia ouvir nas tempestades – Tupã-cinunga, ou "o trovão", cujo reflexo luminoso era Tupãberaba, ou relâmpago.[carece de fontes?]
Os indígenas acreditavam ser o deus da criação, o deus da luz. Sua morada seria o sol.[carece de fontes?]
Para os indígenas, antes dos jesuítas os catequizarem, Tupã representava um ato divino, era o sopro, a vida, e o homem a flauta em pé, que ganha a vida com o fluxo que por ele passa.[carece de fontes?]